# Mectemyctor linearis
Mectemyctor linearis is een keversoort uit de familie Mauroniscidae. De wetenschappelijke naam van de soort is voor het eerst geldig gepubliceerd in 1930 door Fall.